# Carl Wilhelm von Heideck
Carl Wilhelm von Heideck (1788-1861) fue un militar y pintor alemán.

## Biografía
Nació en 1788 en la localidad de Sarralbe, perteneciente a la región de Lorena. Después de unirse al ejército bávaro en 1805, participó en campañas contra Austria y Prusia, luchó en España durante la Guerra de la Independencia Española y, más adelante, estuvo destinado en Grecia, donde apoyó la causa de la independencia helena. Heideck, que cultivó la pintura, murió el 21 de febrero de 1861.

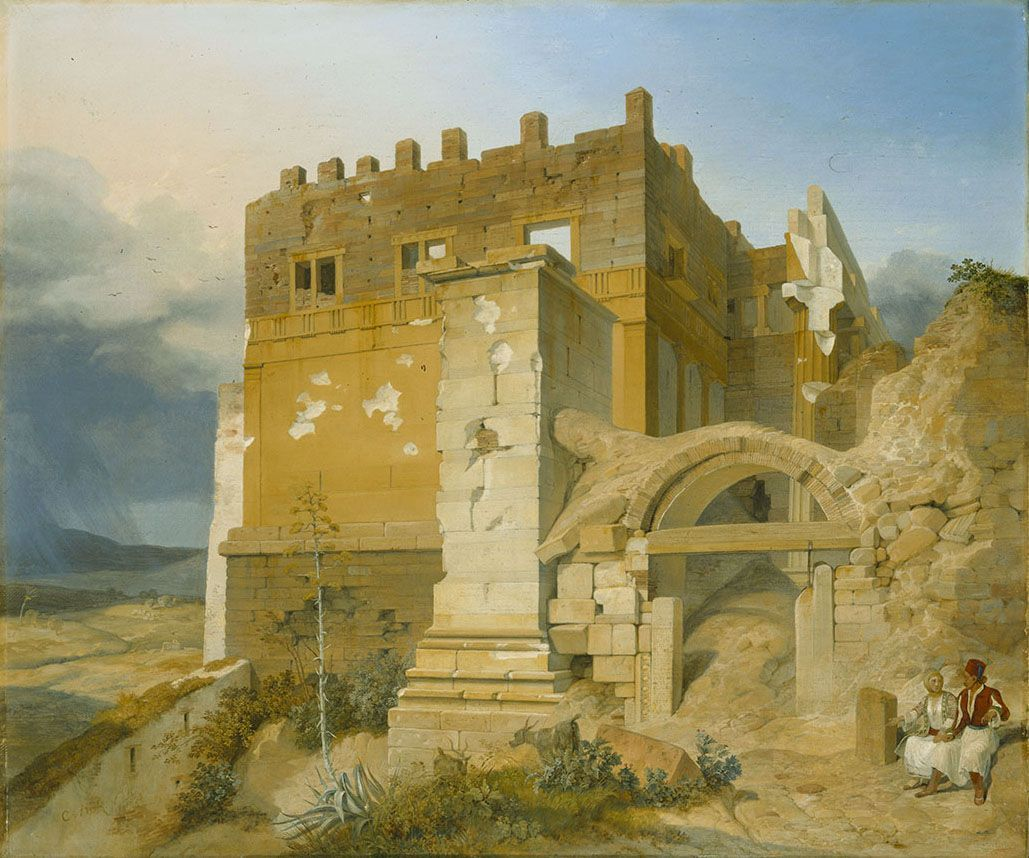
Aufgang zur Akropolis
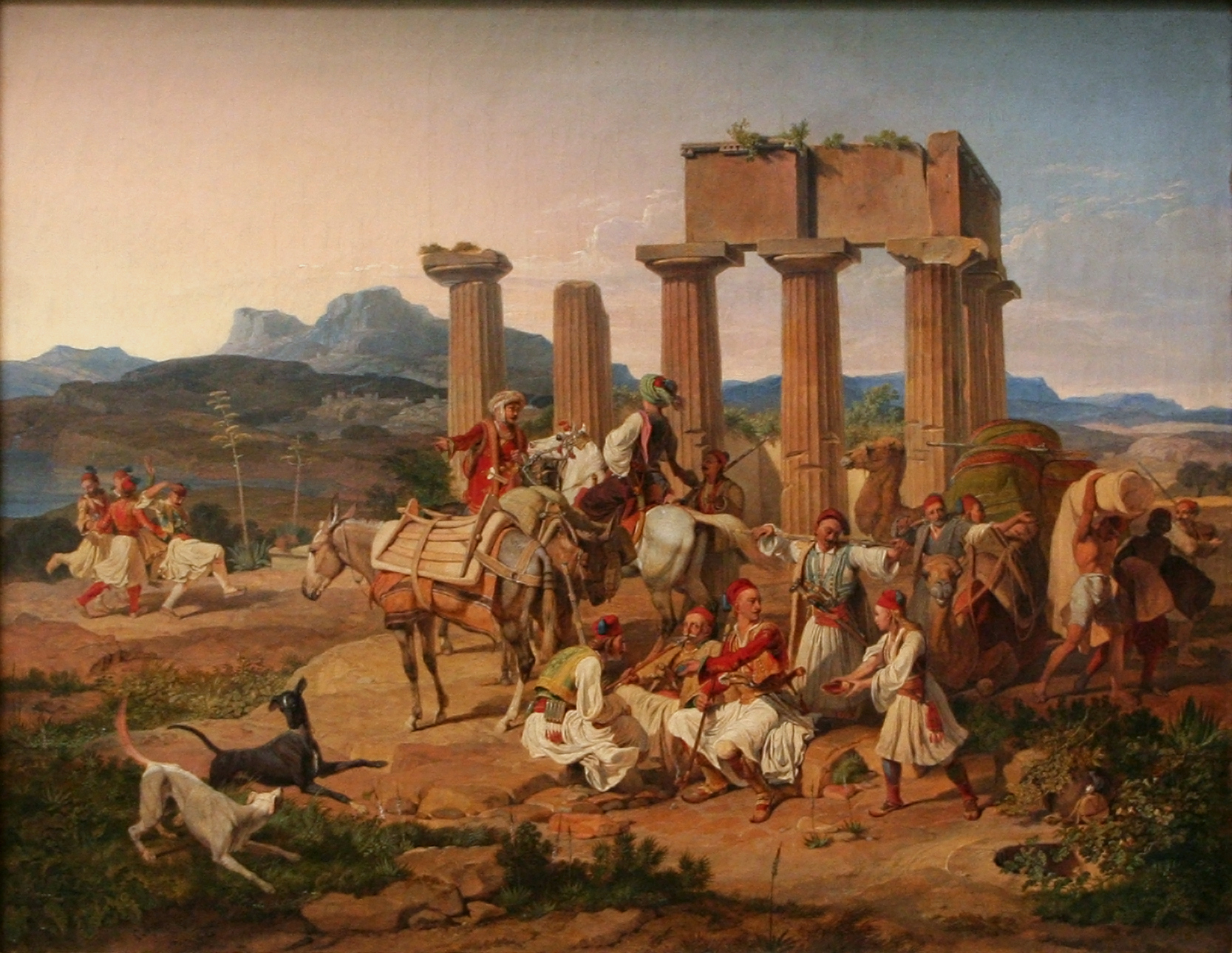
Palikaren vor dem Tempel von Korinth
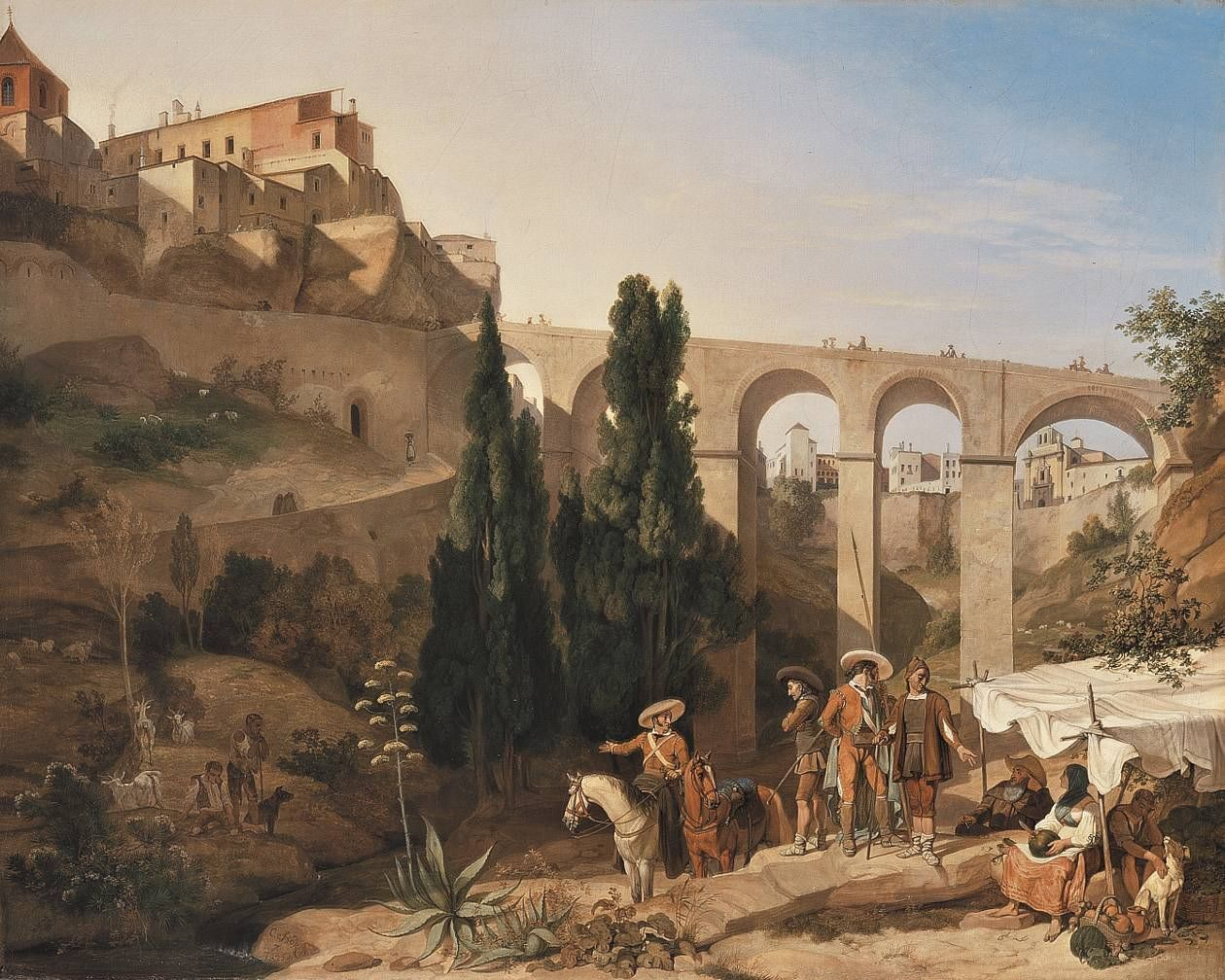
Die Brücke von Cuenca